# Žák s ADHD
ADHD (zkratka anglického Attention Deficit Hyperactivity Disorder) – porucha pozornosti s hyperaktivitou. Tato porucha se projevuje již od raného dětství. Nejvíce ale zasahuje do školního věku a vzdělávání. Třemi základními příznaky jsou hyperaktivita, impulzivita a porucha pozornosti. Četnost výskytu ADHD: Vyskytuje se zhruba u 3–⁠7 % dětí. Ve 40–⁠50 % případů se projevy vyskytují i v dospělosti. Obecně se u dospělých vyskytují u 4–⁠6 % osob.

## Charakteristika žáka s ADHD
Žáci s diagnózou ADHD mají specifické chování a problém s udržením pozornosti.  Při nástupu do školy jsou na děti kladeny vysoké nároky v ohledu na udržení pozornosti a tlumení impulzivity. To je pro děti s ADHD problém. Mezi základní projevy patří nepozornost, hyperaktivita a impulzivita. Tyto projevy nedokáže dítě ovlivnit. Proto je u dětí s ADHD je časté odložení povinné školní docházky, opakování ročníku, vyloučení ze školy nebo nedokončení studia. Děti s ADHD často mají také problémy s navázáním přátelství ve škole. Příčinou bývá impulzivita a snížená pozornost. Z toho důvodu nejsou schopni zvládat pravidla společenského chování. Kvůli svému chování je pro ně obtížné začlenit se do společnosti.

## Klasifikace projevů u žáka s ADHD

### Kázeňské projevy
- Žák má problém s podřizováním se úkolům.
- Žák má problém s prací v kolektivu.
- Žák má problém s podřizováním se autoritě učitele.
- Nedodržuje pokyny učitele.
- Skáče do řeči.
- Vstává ze svého místa v době, kdy ho opouštět nemá.
- Vykřikuje a přerušuje druhé.
- Může reagovat agresivně a nechá se lehce vyprovokovat.[5][6]

### Projevy v učení
- Žák má sklon k poruchám čtení a psaní, kvůli tomu může zaostávat ve všech předmětech.
- Není ve škole dostatečně výkonný a nepodává výkon podle svých schopností.
- Žák kvůli nepozornosti často chybuje při plnění školních úloh.
- Má potíže udržet pozornost.
- Nedokáže si zorganizovat činnosti.
- Ztrácí pomůcky a často zapomíná úkoly[5][6].

## Základní postupy při práci se žáky s ADHD
Mantinely chování: Vyučující by měl jasně vymezit mantinely, které žák musí dodržovat. Vytyčená pravidla přispívají k pocitu bezpečí dítěte. Dítě musí mít pocit, že mu dospělí chtějí pomoci a že mu rozumí. Díky mantinelům tak dítě ví, co smí a co nesmí, své chování tedy přizpůsobuje bezpečnému prostředí. 
Instrukce a pokyny:  Vyučující dává žákovi jasné instrukce a pokyny, ty musí být jednoduché, srozumitelné a splnitelné. U delších úkolů je vhodné je rozdělit pokyny do úseků, zadávat je žákovi postupně.
Zpětná vazba: Vyučující by měl žákovi poskytovat zpětnou vazbu často. Měla by být stručná, smysluplná a konstruktivní. Nesmí však dítě rušit v jeho momentální práci. Při negativní zpětné vazbě je důležité dítěti říct, jak se chyb příště vyvarovat.
Pochvala: Vyučující by měl žáka s ADHD chválit. Pochvala by měla následovat hned po dokončení úkolu. Učitel tím motivuje žáka získat další pochvalu a také ho informuje o tom, že jeho postup byl správný.
Sebekontrola a sebehodnocení: Dítě musíme vést k tomu, aby si uvědomovalo svoje chování a hodnotilo ho. Dítě vedeme vyučující k tomu, aby dříve přemýšlelo a až potom jednalo. Také mu vysvětluje jednotlivé dopady jeho chování, učí tak dítě sebekontrole.